# Ofir
Per l'Ofir del gènesi vegeu: Ofir, fill de Joctan
Ofir (llatí Ophir, hebreu אוֹפִיר) fou un port o regió esmentat a la Bíblia, principalment al llibre Primer dels Reis, famós per la seva riquesa. El rei Salomó va rebre suposadament d'aquest lloc un carregament d'or, plata, fusta de sàndal, pedres precioses, vori, animals exòtics i altres matèries cada tres anys.
La seva situació no està determinada. Segons les teories més versemblants, era al Iemen o a la costa occidental de la mar Roja (s'associa Ofir amb el poble àfar). Altres teories, però, el situen a Malàisia, l'Índia (el nom copte de l'Índia era Sofir) i fins i tot al Perú. Com que els vaixells que partien de Ezion-Geber cap a Ofir rebien el nom de "naus de Tarshish", també s'ha intentat relacionar Ofir amb Tartessos.
Aquestes darreres teories no tenen gaire suport entre la comunitat històrica. En primer lloc perquè les mercaderies que portaven eren tropicals i, a més a més, perquè els hebreus no coneixien molt més enllà de la Mediterrània occidental. Per això l'opció amb més suport per ambdues raons és algun punt indeterminat de la mar Roja.